# Biosphärenreservat Thüringer Wald

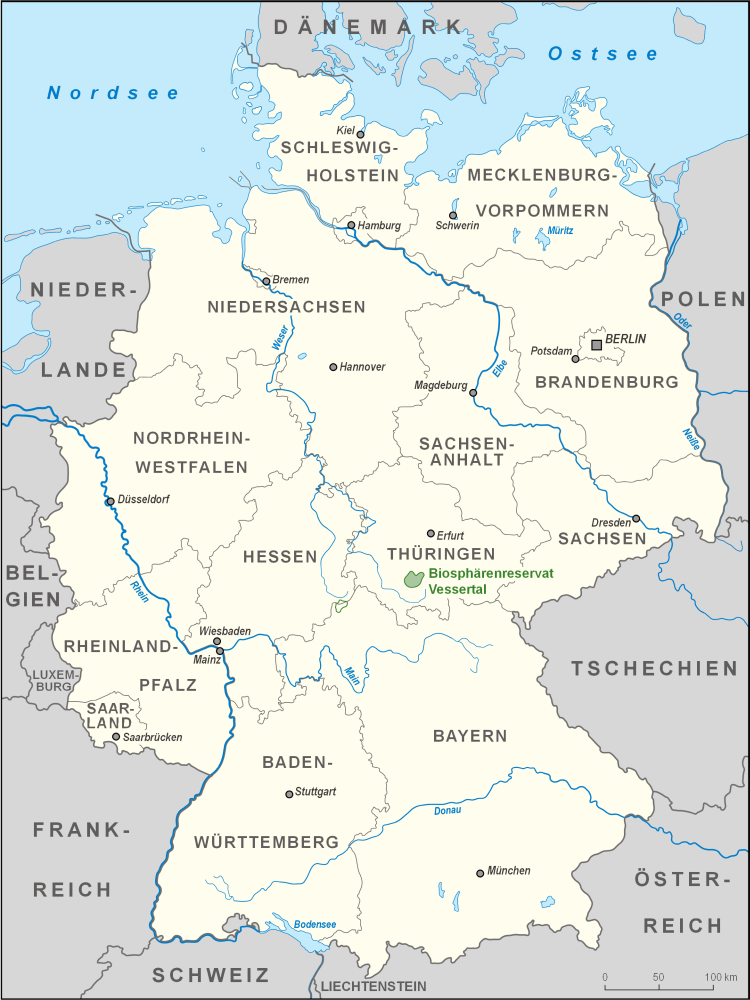
Lage des Biosphärenreservats Vessertal-Thüringer Wald

Das Biosphärenreservat Thüringer Wald ist ein Biosphärenreservat der UNESCO in Thüringen zwischen den Städten Suhl, Ilmenau und Schleusingen. Es umfasst eine Fläche von 337 km², die sich vor allem aus Wäldern, Bergwiesen, aber auch aus Hochmooren zusammensetzt. Das Gebiet wird komplett vom Naturpark Thüringer Wald umschlossen. Bereits 1939 wurden erste Gebiete des heutigen Biosphärenreservates zum Naturschutzgebiet erklärt. Es wurde 1979 unter dem Namen Biosphärenreservat Vessertal mit einer Fläche von 1384 ha zum ersten Biosphärenreservat in Deutschland erklärt. Von 2006 bis 2016 hieß das Gebiet Biosphärenreservat Vessertal-Thüringer Wald. 2016 wurde es in „Biosphärenreservat Thüringer Wald“ umbenannt und zur heutigen Größe erweitert.

## Geographie

### Lage

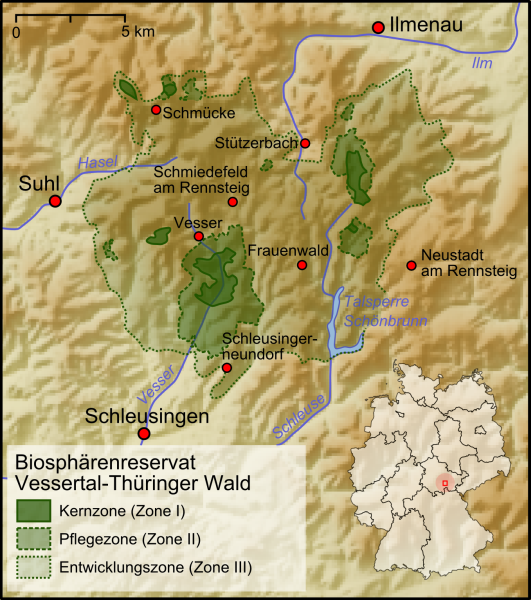
Lage und Zonierung des Biosphärenreservats

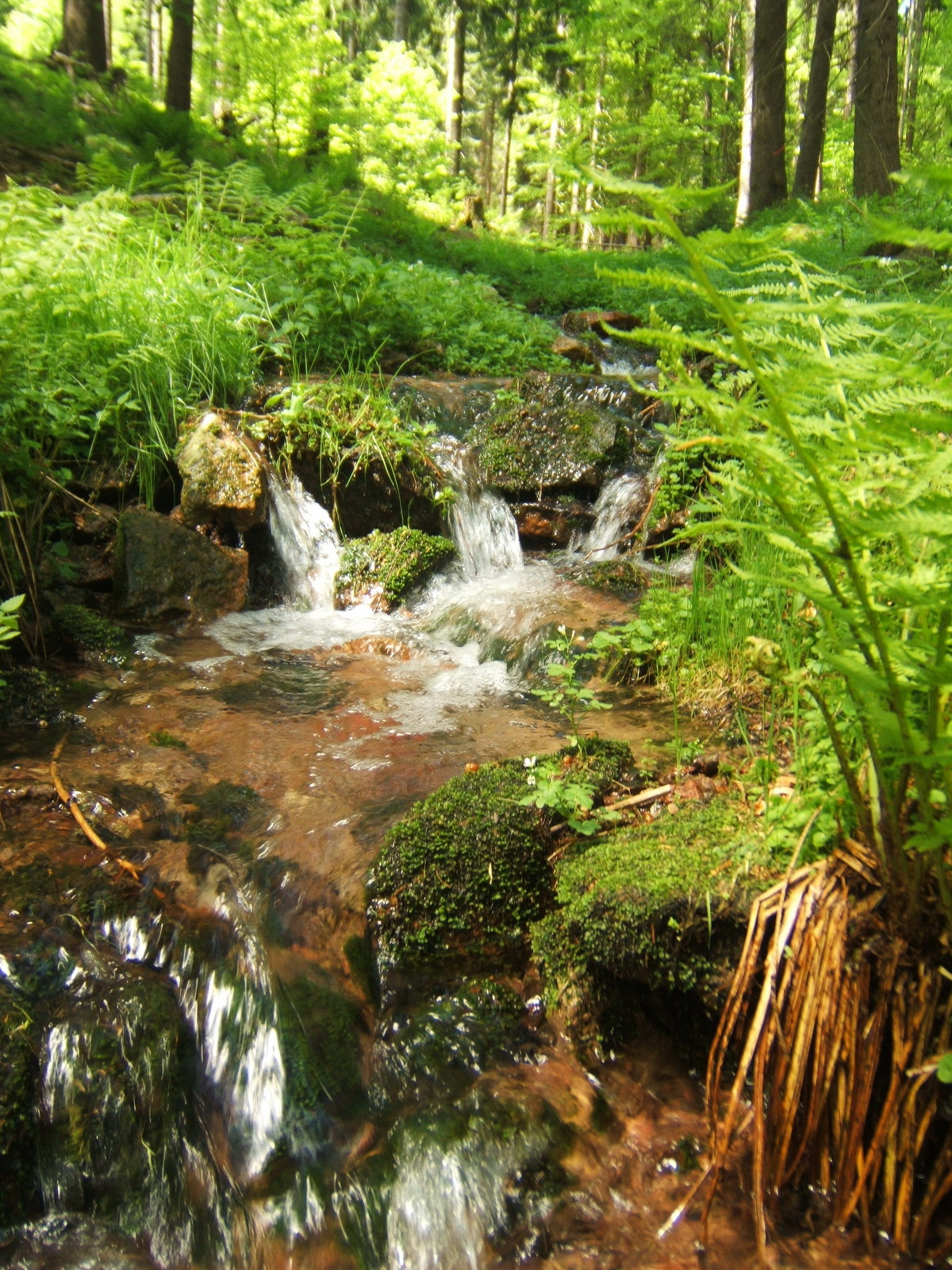
Die Vesser nahe der Quelle.

Das Biosphärenreservat Vessertal-Thüringer Wald liegt im Südwesten Thüringens und umfasst eine Fläche von etwa 337 km². In unmittelbarer Umgebung des Gebietes liegen Suhl im Westen, Ilmenau im Norden und Schleusingen im Süden. Die zum Biosphärenreservat gehörenden Flächen zählen zum Landkreis Hildburghausen, zum Ilm-Kreis und zur kreisfreien Stadt Suhl. Die Ortschaften Schmiedefeld am Rennsteig, Frauenwald und Vesser liegen vollständig innerhalb, die Ortschaft Schleusingerneundorf liegt teilweise im Gebiet des Biosphärenreservates. Das Biosphärenreservat wird vom Naturpark Thüringer Wald umschlossen. Der Rennsteig kreuzt das Gebiet.
Das Gebiet des Biosphärenreservates umfasst sowohl Teile des Thüringer Waldes als auch des Thüringer Schiefergebirges. Die höchsten Erhebungen sind der Große Beerberg (982 m), der Schneekopf (978 m), der Große Finsterberg (944 m), der Fichtenkopf (944 m), der Sachsenstein (915 m) und der Adlersberg (849,9 m). Zur Nordseite fällt der Kamm innerhalb des Gebietes auf 475 m, zur Südseite auf 420 m gleichmäßig ab, das Gebirge ist durch viele Täler gegliedert.

### Flächennutzung, Boden
Der größte Teil des Gebietes vermittelt den Eindruck eines geschlossenen Waldgebietes, das an Bachläufen und auf Hochflächen durch Wiesen unterbrochen wird. Wald bedeckt etwa 88 % der Fläche. Grünland macht 9 % der Fläche aus, aufgeteilt auf etwa 60 % Wiesen und 40 % Weideland. Auf 0,7 % der Fläche befinden sich meist künstlich angelegte Stillgewässer, wie die beiden Talsperren Erletor und Schönbrunn und viele Teiche. Der Niederschlagsüberschuss in den Hochlagen speist einige kleinflächige Hochmoore und zahlreiche Bäche. Nur 1,3 % der Fläche des Biosphärenreservates sind von Siedlungen und Straßen bedeckt.
Die überwiegenden Bodentypen sind Braunerden und podsolierte Braunerden. An steilen Oberhängen finden sich Ranker, in Auen Gleyböden, ansonsten vor allem nährstoffarme Böden. Im Kammbereich haben sich Moorböden gebildet.

### Klima
Im Gebiet des Biosphärenreservats Vessertal-Thüringer Wald herrscht ein atlantisch geprägtes, gemäßigt kühl-feuchtes, schneereiches Mittelgebirgsklima. Je nach Höhenlage liegt die Jahresmitteltemperatur zwischen 4 und 7 °C, wobei je 100 m Höhenanstieg eine Temperaturabnahme von etwa 0,5 °C festzustellen ist. Die jährliche Niederschlagsmenge reicht von ungefähr 800 mm in einer Höhe von 400 m bis zu 1200 mm in den Gipfellagen.

## Zonierung
Das Biosphärenreservat wurde in drei Zonen unterteilt.

### Kernzone
In den Kernzonen steht die ungestörte Entwicklung der Natur im Vordergrund. Diese Bereiche sind frei von wirtschaftlichen Aktivitäten, um den Schutz sensibler Lebensräume zu gewährleisten. Zugang wird nur für bestimmte Forschungszwecke und Bildungsprojekte gewährt. Die Fläche der Kernzonen muss mindestens drei Prozent der gesamten Region ausmachen. Im Biosphärenreservat Thüringer Wald umfasst die Kernzone insgesamt 3,1 % der Gesamtfläche (etwa 1.043 Hektar). Folgende Flächen sind Teil der Kernzone:
| Name                                  | Größe in ha | Lage                                   |
| ------------------------------------- | ----------- | -------------------------------------- |
| Vessertal-Nahetal-Stelzenwiesengrund  | 0458,28     | Suhl, Landkreis Hildburghausen         |
| Marktal und Morast mit Finsterem Loch | 0194,77     | Ilm-Kreis                              |
| Jüchnitzgrund                         | 0159,02     | Ilm-Kreis                              |
| Oberlauf der Gabeltäler               | 053,59      | Landkreis Hildburghausen               |
| Am Zwang                              | 052,96      | Ilm-Kreis, Landkreis Gotha             |
| Schüßlersgrund-Rote Klippen           | 050,61      | Landkreis Hildburghausen               |
| Schneekopfmoor am Teufelskreis        | 040,53      | Landkreis Schmalkalden-Meiningen, Suhl |
| Beerbergmoor                          | 033,97      | Ilm-Kreis                              |
| Summe Kernzonen                       | 1.043,73    |                                        |

### Pflegezone
In der Pflegezone liegt der Schwerpunkt auf einer schonenden Bewirtschaftung von Wäldern und Wiesen, um die natürlichen Lebensräume seltener Tier- und Pflanzenarten zu bewahren. Diese Zone dient auch der Unterstützung der Kernzone in ihrer Schutzfunktion. Ein zentrales Ziel ist die Erhaltung der Kulturlandschaft. Zudem sind Aktivitäten wie Wandern, Radfahren und Skilanglauf erlaubt, sofern sie naturverträglich gestaltet sind.  Hierzu zählen alle Bereiche der insgesamt 17 Naturschutzgebiete innerhalb des Biosphärenreservates, die nicht als Kernzone ausgewiesen sind.

### Entwicklungszone
Der größte Teil des Gebiets entfällt auf die Entwicklungszone, die eine zentrale Rolle für die nachhaltige wirtschaftliche Entwicklung spielt. Sie umfasst land- und forstwirtschaftlich genutzte Flächen, Siedlungsgebiete sowie den Großteil der vorhandenen Infrastruktur. Die dort lebenden und arbeitenden Menschen sind aktiv in die Umsetzung der nachhaltigen Ziele eingebunden. Die Flächen haben den Status eines Landschaftsschutzgebietes.

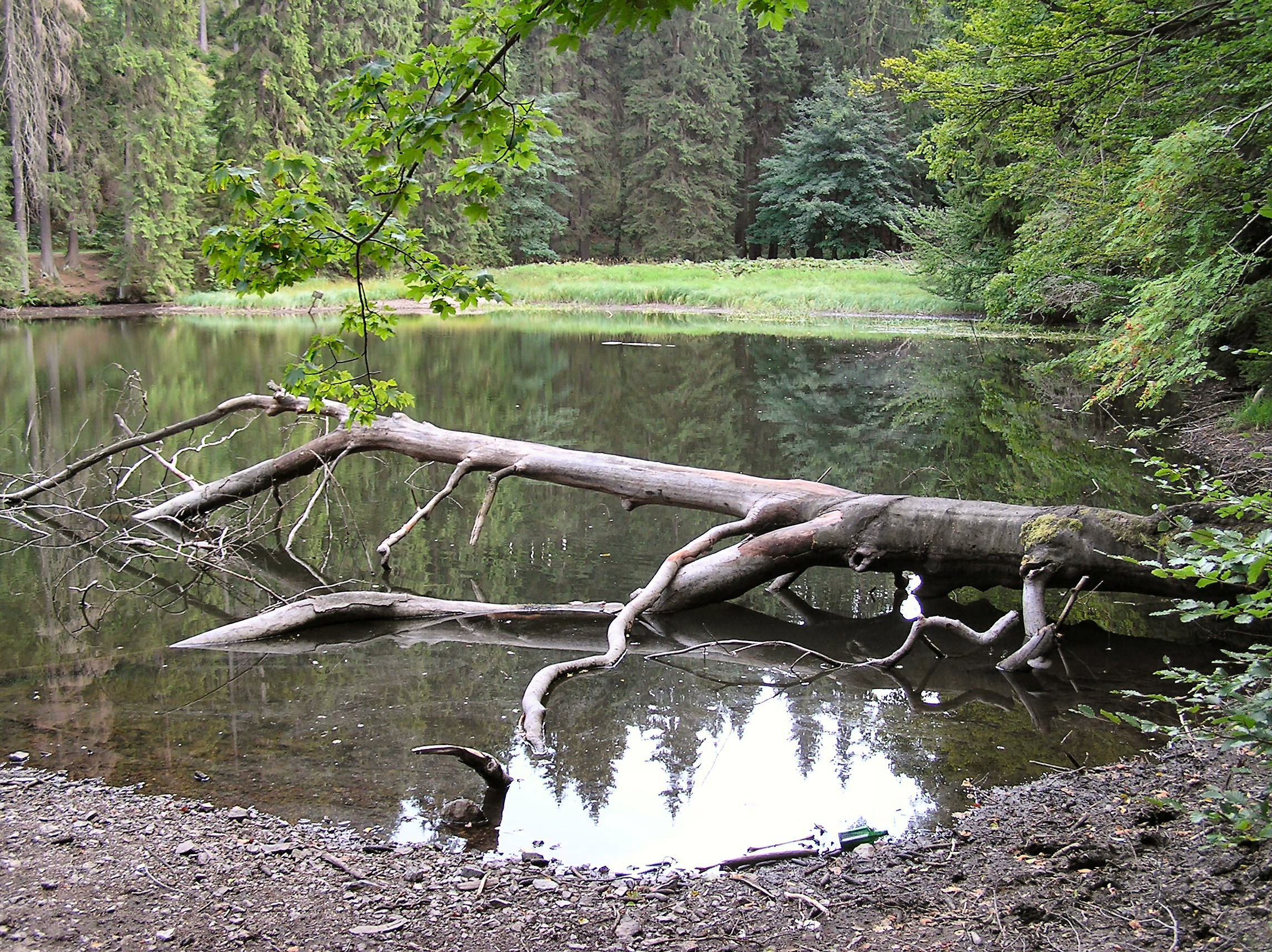
Der Knöpfelstaler Teich im Zone II-Gebiet „Marktal und Morast“

## Lebensräume
Zu den natürlichen bis naturnahen Lebensräumen im Biosphärenreservat zählen Sauerboden-Bergfichtenwälder der montanen und hochmontanen Stufe, Sauerboden-Buchen-(Tannen-)Wälder in den spezifischen Ausbildungen der Kristallingebirge, Block- und Felswaldgesellschaften, Mittelgebirgs-Hochlagenhochmoore, dystrophe Fichten-Waldmoore, saure Waldquellmoore, saure Fichtenbachwälder, Kristallinfels- und Blockfluren mit ihren spezifischen Flechten- und Moosgemeinschaften, Silikatquellfluren, Weichwasserbäche und Uferfluren der Kristallingebirge. Lebensräume im Biosphärenreservat, die eine extensive Nutzung widerspiegeln sind Bergwiesen und bodensaure Magerrasen auf Silikat und Grund- oder Talwiesen der Kristallingebirge.

## Flora und Vegetation

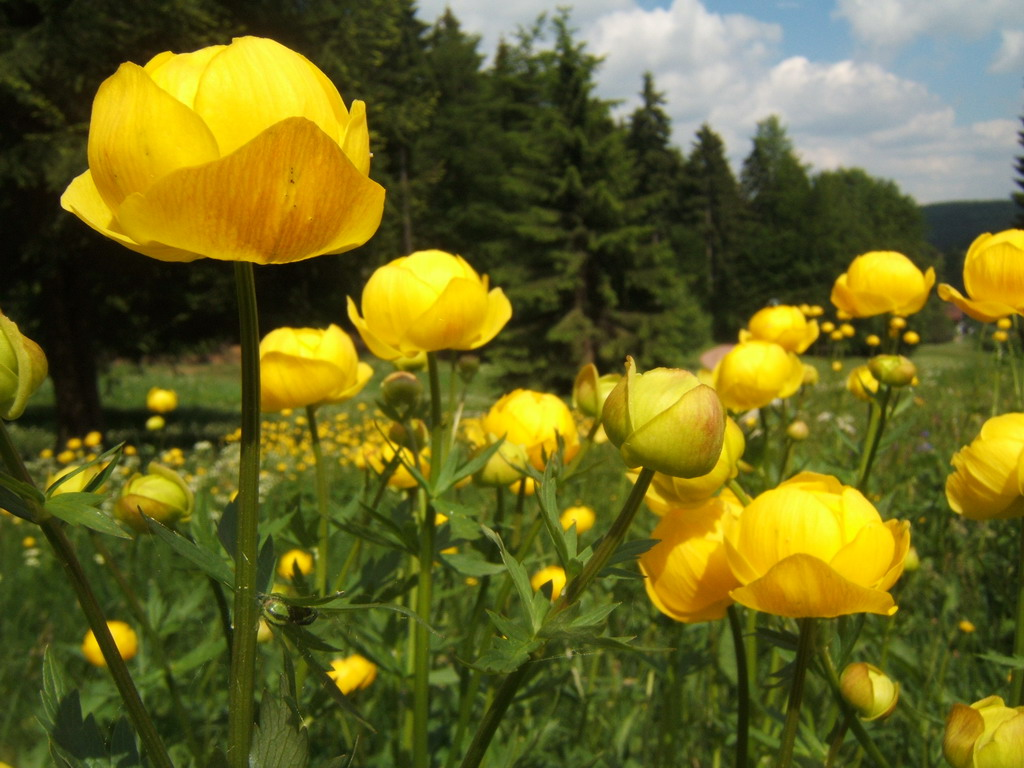
Trollblumen (Trollius europaeus) im Vessertal.

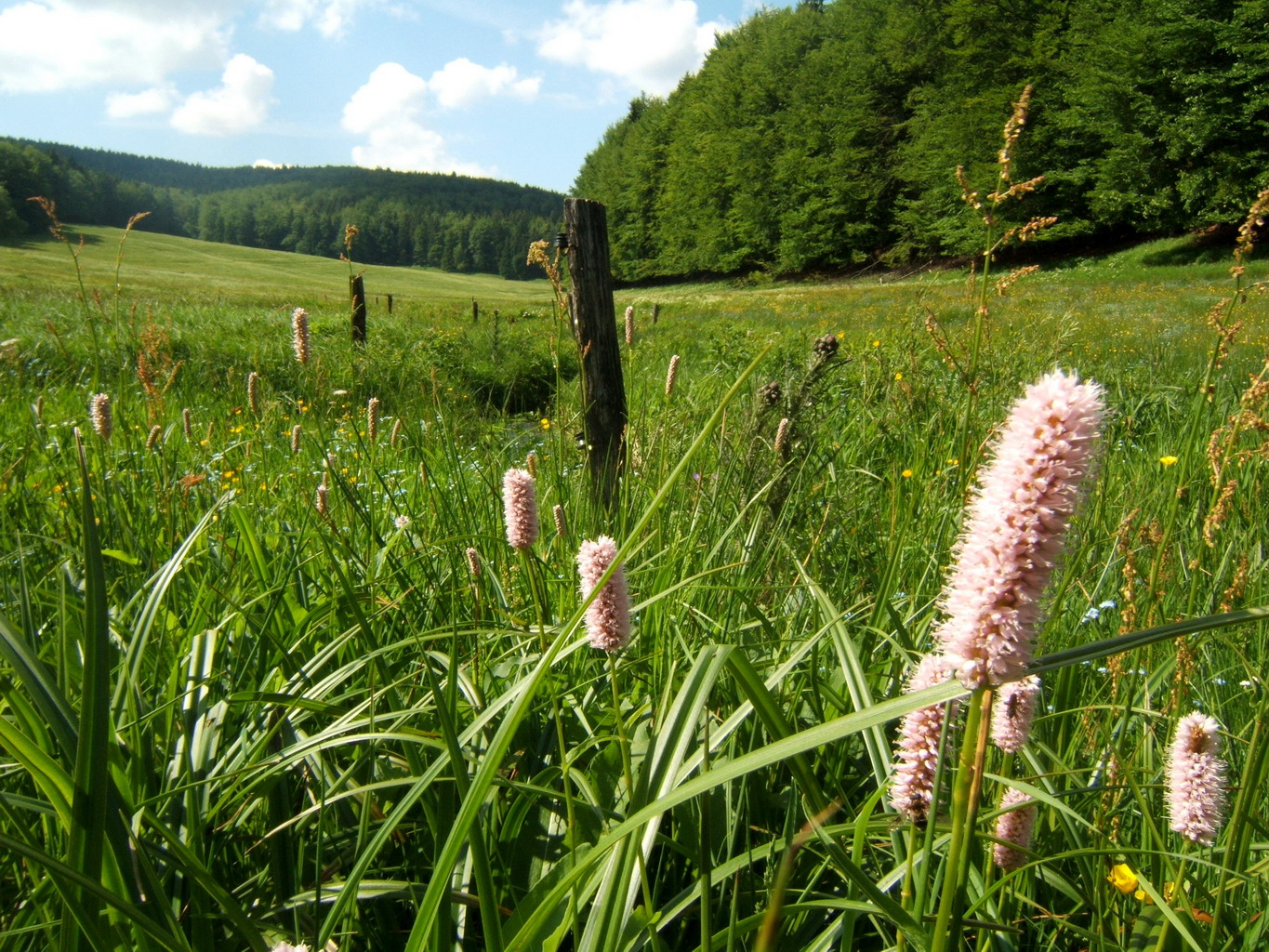
Wiese mit Wiesenknöterich (Persicaria bistorta)

Innerhalb des Biosphärenreservates wurden bisher 1245 Pflanzenarten festgestellt, darunter 697 Gefäßsporen- (Pteridophyta) und Samenpflanzen (Spermatophyta), 431 Moose, 118 Kieselalgen (Bacillariophyta), 54 Pilze (Fungi) und mit der Borsten-Rotalge (Lemanea fluviatilis) eine Rotalge (Rhodoplantae). Zu den Arten, die auch auf der Roten Liste des Bundesamtes für Naturschutz gelistet sind, gehören insbesondere die Rosmarinheide (Andromeda polifolia), die Sumpf-Fetthenne (Sedum villosum), das Holunder-Knabenkraut (Dactylorhiza sambucina) und die Grüne Hohlzunge (Coeloglossum viride). Als „herausragend“ werden die Vorkommen des Wiesen-Leinblatts (Thesium pyrenaicum) und des Holunder-Knabenkrautes bezeichnet.
Zu den Pflanzengesellschaften im Biosphärenreservat gehören unter anderem der Wald-Hainsimsen-Buchenwald (Luzulo-Fagetum), die Waldstorchschnabel-Goldhafer-Wiese (Geranio sylvatici-Trisetetum flavescentis), die Milzkraut-Quellflur (Chrysosplenietum oppositifolii), das Rohrglanzgras-Bachröhricht (Stellario nemori-Phalaridetum arundinaceae), der Winkelseggen-Erlen-Eschenwald (Carici remotae-Fraxinetum), die Kälberkropf-Pestwurz-Flur (Chaerophyllo hirsuti-Petasitetum hybridi), der Hainmieren-Erlen-Bachwald (Stellario nemori-Alnetum glutinosae), der Bunte Torfmoosrasen (Sphagnetum magellanici) und der Rauschbeeren-Fichten-Moorwald (Vaccinio uliginosi-Piceetum exelsae).

## Fauna
Die Fauna des Biosphärenreservates umfasst nach aktuellem Wissensstand 2291 Arten wirbelloser Tiere und 231 Wirbeltier-Arten. Die größte Gruppe unter den Wirbellosen machen die Insekten (Insecta) mit 2048 Arten aus, gefolgt von den Webspinnen (Araneae) mit 153 und den Schnecken (Gastropoda) mit 73 Arten. Zu den Wirbeltier-Arten gehören 141 Vögel (Aves), 48 Säugetiere (Mammalia), 23 Fische und Rundmäuler (Pisces et Cyclostamata), 13 Lurche (Amphibia) und sechs Kriechtiere (Reptilia).
Als „herausragende“ Artvorkommen werden die des Birkhuhns (Lyrurus tetrix – auch Tetrao tetrix), der Kurzkopfhummel (Bombus wurfleini), des Schwarzstorchs (Ciconia nigra), des Wachtelkönigs (Crex crex), des Bachneunauges (Lampetra planeri) und der Westgroppe (Cottus gobio) bezeichnet. Das gesamte Gebiet des Biosphärenreservates ist aufgrund seiner ornithologischen Bedeutung als Europäisches Vogelschutzgebiet ausgewiesen und ist Teil des Natura-2000-Netzes. Besonderes Interesse besteht an der Erhaltung der Bestände des Birkhuhns und des Schwarzstorches. Neben diesen besitzen Eisvogel (Alcedo atthis), Fischadler (Pandion haliaetus), Grauspecht (Picus canus), Mittelspecht (Dendrocopos medius), Neuntöter (Lanius collurio), Raufußkauz (Aegolius funereus), Rotmilan (Milvus milvus), Schwarzspecht (Dryocopus martius), Sperlingskauz (Glaucidium passerinum), Uhu (Bubo bubo), Wachtelkönig (Crex crex), Wanderfalke (Falco peregrinus), Wespenbussard (Pernis apivorus) und Zwergschnäpper (Ficedula parva) mit besonderen Schutzmaßnahmen zu erhaltende Lebensräume innerhalb des Vogelschutzgebietes.

## Geschichte

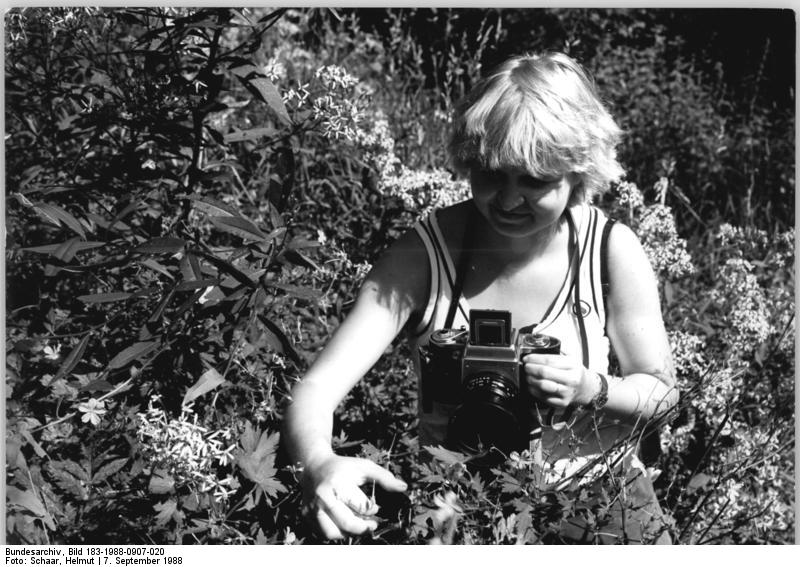
Eine Biologin fotografiert 1988 verschiedene Pflanzenarten im Biosphärenreservat

Bereits 1937 schlug Ernst Kaiser, Professor der Erdkunde an der Pädagogischen Akademie Erfurt und Schulrat im Kreis Suhl, in seiner Arbeit „Der Bergwald im oberen Vessertal“ vor, einen Teil des Vessertals als Naturschutzgebiet auszuweisen. Durch die Veröffentlichung der Verordnung im Amtsblatt der Preußischen Regierung zu Erfurt vom 23. September 1939 wurde zunächst ein Gebiet mit der Größe von 1384 ha zum Naturschutzgebiet erklärt. In einer Veröffentlichung Kaisers aus dem Jahr 1940 dankt er dem Rektor Karl Mundt aus Suhl für seine Verdienste um die Ausweisung des Gebietes als Naturschutzgebiet. Seit 1959 besteht eine „Naturwaldzelle“, die als Totalreservat der Vorläufer der heutigen Kernzone des Biosphärenreservates darstellt. Die Größe betrug zunächst 27 ha.
1979 wurden das Naturschutzgebiet Vessertal, mit einer Größe von 1.384 ha (davon 40 ha Kernzone), ebenso wie das Naturschutzgebiet Steckby-Lödderitzer Forst als erste deutsche UNESCO-Biosphärenreservate anerkannt. Eine erste Erweiterung des Gebietes vor allem in westliche und nordwestliche Richtung erfolgte 1986, so dass die Größe dann 7.464 ha mit 100 ha Kernzone umfasste. Eine zweite Erweiterung auf 17.000 ha Gesamtgröße und 279 ha Kernzone erfolgte 1990. Zum 21. Oktober 2001 wurden die Kernzonen der Gebiete „Vessertal“ und „Marktal und Morast“ auf 234 ha bzw. 135 ha vergrößert, so dass sich der Gesamtanteil der Kernzonen im Biosphärenreservat mit 449 ha auf 2,6 % erhöhte. 
Mit der Novellierung der Biosphärenreservatsverordnung vom 30. März 2006 trug das Biosphärenreservat entsprechend der Anerkennungsurkunde der UNESCO den offiziellen Namen „Biosphärenreservat Vessertal-Thüringer Wald“. Um den 1995 beschlossenen UNESCO-Richtlinien über Biosphärenreservate gerecht zu werden, die eine Mindestgröße von über 30.000 Hektar vorsehen, wurde 2016 eine Erweiterung der Fläche des Biosphärenreservats auf 33.700 Hektar vorgenommen. Es erfolgte zudem eine Umbenennung in „Biosphärenreservat Thüringer Wald“. Diese Änderung wurde 2018 durch die UNESCO bestätigt.
Die aktuelle Größe beträgt 1.043,7 ha (3,1 %) für Zone I, 7.931,7 ha (23,6 %) für Zone II und 24.696,8 ha (73,3 %) für Zone III.

## Nutzung

### Forstwirtschaft
Eine forstwirtschaftliche Bewirtschaftung findet nur außerhalb der Kernzone (Zone I) statt. Der Wald innerhalb des Biosphärenreservates befindet sich als Staatsforst größtenteils in der Nutzung durch die Thüringer Landesforstverwaltung, Privatwald ist nur wenig vorhanden.
Eine im Mittelalter beginnende Übernutzung des Waldes, die vor allem durch Köhlerei, Waldweide, Bergbau, Siedlungsentwicklung und Harz- und Kienrußgewinnung entstand, wurde im 18. Jahrhundert durch eine geregelte Forstwirtschaft abgelöst, die eine indirekte Begünstigung von Fichtenwäldern bewirkte. Noch heute sind über 60 % der Waldfläche des Biosphärenreservates Fichtenreinbestände, obwohl der Fichtenwald nur 21 % Anteil an der natürlichen Vegetation des Gebietes besaß. Von Buchen dominierte Wälder stellen 21 % der Waldfläche, ihr natürlicher Anteil würde 38 % betragen. Bergmischwälder aus Fichten, Buchen und Tannen, die 40 % der natürlichen Vegetation ausmachten, sind heute nur zu 12,5 % vertreten.
Bereits seit 1978 bestehen Bestrebungen, die Waldbestände zu naturnahen Beständen umzubauen, seit 1993 hat sich die Thüringer Landesforstverwaltung dazu verpflichtet, bei der Bewirtschaftung des Staatswaldes die Grundsätze der naturnahen Waldbewirtschaftung anzuwenden. Zudem werden von der Forstverwaltung zur Verfolgung des Schutzzieles Schutzwälder ausgewiesen. Zur Erhöhung des Laubholzmischungsanteils wird seit 1993 Voranbau von Laubgehölzen in älteren Fichtenholzbeständen betrieben, zwischen 1994 und 2001 konnten so 485 ha Mischwald neu angelegt werden. Ebenfalls seit 1993 wird innerhalb des Biosphärenreservates keine Bewirtschaftung durch das Kahlschlagverfahren mehr angewendet. Das Grundstück der Müllverbrennungsanlage in Zella-Mehlis grenzt unmittelbar an das Gebiet.

### Landwirtschaft
Eine erste landwirtschaftliche Nutzung der Gebiete des heutigen Biosphärenreservates begann im Mittelalter mit der Rodung des Waldes für Acker- und Wiesenflächen, Teile des Waldes wurden auch als Waldweide genutzt. Die für die Landwirtschaft genutzten Parzellen waren meist klein. Sie begünstigten durch die Auflockerung der geschlossenen Wälder die Entstehung einer vielgestaltigen Landschaft mit Bergwiesen und Weiden. Die Nutzung von Äckern und die Waldweide wurden um 1960 eingestellt, seitdem werden nur noch Grünlandflächen bewirtschaftet. Die Landwirtschaft hatte hier keine große wirtschaftliche Bedeutung, sondern diente nur der Eigenversorgung. Um das Landschaftsbild zu erhalten, wird durch Förderprogramme die sonst unrentable Nutzung der Grünflächen im Biosphärenreservat unterstützt. Auf 90 % der Weideflächen wird Mutterkuhhaltung betrieben, die Wiesen werden meist nur einmal im Jahr gemäht.

### Tourismus
In der DDR zählte der Thüringer Wald zu einer der beliebtesten Urlaubsregionen, so dass mit staatlicher Unterstützung insgesamt etwa 80.000 Betten im gesamten Thüringer Wald zur Verfügung standen. Nachdem in den 1990er Jahren ein starker Rückgang um bis zu 50 % zu verzeichnen war, konnte sich die Tourismusbranche wieder leicht erholen. Innerhalb des Biosphärenreservates wird die Förderung des sanften Tourismus angestrebt. Genutzt werden Gebiete aller Zonen, auch in der Kernzone sind Wander- und Skiwanderwege gekennzeichnet.
Im Jahr 2000 wurden innerhalb des Biosphärenreservates 65.386 Übernachtungen durch 19.139 Einzelgäste verzeichnet. Die Ortschaft Frauenwald wurde durch das Thüringer Wirtschaftsministerium als „Modellort für Umwelt und Tourismus“ ausgezeichnet. Durch diese Auszeichnung war es möglich, Fördermittel zur Sanierung des „Haus des Gastes“ bereitzustellen. Diese Einrichtung wird auch als Informations- und Bildungszentrum des Biosphärenreservates genutzt.
Ein Projekt zum Besuchermonitoring, welches vom 1. Mai 2005 bis zum 30. April 2006 lief, ergab, dass jährlich etwa 84.000 Übernachtungsgäste aus der Umgebung sowie etwa 162.400 Tagesgäste das Biosphärenreservat besuchen. Die beliebtesten Ziele sind der Kickelhahn bei Ilmenau, der Schneekopf bei Gehlberg, der Rennsteig, sowie die Stutenhausstraße bei Vesser. Spitzen der Besucherzahlen sind vor allem an Feiertagen wie Himmelfahrt und Pfingsten, zu Veranstaltungen wie dem GutsMuths-Rennsteiglauf, dem Adlersbergfest und in den Pfingst-, Weihnachts- und Winterferien zu beobachten. Während der Sommerferien sind die Besucherzahlen eher durchschnittlich.